# Inventario de emisiones
Un inventario de emisiones es un recuento de la cantidad de contaminantes liberados a la atmósfera. Por lo general, un inventario de emisiones contiene las emisiones totales de uno o más gases de efecto invernadero o contaminantes del aire específicos, los cuales provienen de todo tipo de fuentes, en un área geográfica determinada y durante un lapso de tiempo establecido, por lo general un año determinado. 
Un inventario de emisiones generalmente se caracteriza por los siguientes aspectos:
- Los tipos de actividades que producen emisiones
- La identidad química o física de los contaminantes incluidos
- El área geográfica analizada
- El periodo de tiempo durante el cual se estiman las emisiones
- La metodología que se utiliza

Los inventarios de emisiones son compilados para aplicaciones científicas así como para utilizarlos en procesos requeridos por la ley.

## Uso
Las emisiones al medio ambiente son el punto de partida de cada problema de contaminación medioambiental. Por lo tanto, contar con información sobre las emisiones, es un requisito absoluto para comprender los problemas ambientales y supervisar el progreso hacia su resolución. Los inventarios de emisiones proporcionan este tipo de información.
- Uso normativo: por organismos reguladores con el fin de:
  - monitorear el progreso hacia objetivos de reducción de emisiones,
  - desarrollar estrategias y políticas
- Uso científico: Los científicos utilizan los inventarios de emisiones naturales y antropogénicas cómo información para realizar modelos de calidad del aire.

## Uso normativo
Se han desarrollado dos tipos más o menos independientes de sistemas de notificación de emisiones:
- La notificación anual de las emisiones totales nacionales de gases de efecto invernadero y contaminantes atmosféricos en respuesta a las obligaciones contraídas en virtud de los convenios y protocolos internacionales; este tipo de notificación de las emisiones tiene por objeto el seguimiento de los avances hacia los objetivos nacionales de reducción de emisiones acordados;
- Notificación periódica de emisiones por parte de instalaciones industriales individuales en respuesta a obligaciones legales; este tipo de notificación de emisiones se desarrolla para apoyar la participación pública en la toma de decisiones.[1]

Ejemplos del primero son los inventarios anuales de emisiones que se comunican a la Convención Marco de las Naciones Unidas sobre el Cambio Climático (CMNUCC) en el caso de los gases de efecto invernadero y al Convenio de la CEPE sobre la Contaminación Atmosférica Transfronteriza a Gran Distancia (LRTAP) en el caso de los contaminantes atmosféricos. En Estados Unidos, la Agencia de Protección del Medio Ambiente publica anualmente un inventario nacional de emisiones. Este inventario se denomina "Inventario Nacional de Emisiones", y puede consultarse aquí: 
Los ejemplos del segundo son los llamados Registros de Emisiones y Transferencias de Contaminantes.

## Uso científico
Los modelos de calidad del aire necesitan datos que describan todas las fuentes de contaminación atmosférica en la zona de estudio. Los inventarios de emisiones atmosféricas proporcionan este tipo de información. Dependiendo de la resolución espacial y temporal de los modelos, la resolución espacial y temporal de los inventarios debe aumentarse con frecuencia más allá de lo disponible en los inventarios nacionales de emisiones, tal como se informa a los convenios y protocolos internacionales.

## Compilación
Para cada uno de los contaminantes del inventario, las emisiones suelen estimarse multiplicando la intensidad de cada actividad pertinente ("tasa de actividad") en la zona geográfica y el período de tiempo con una constante de proporcionalidad dependiente del contaminante ("factor de emisión").

### Los tipos de actividades que producen emisiones
Para elaborar un inventario de emisiones, hay que identificar y cuantificar todas las fuentes de los contaminantes. Las categorías de fuentes más utilizadas son
- las definidas por el Grupo Intergubernamental de Expertos sobre el Cambio Climático (IPCC) en las Directrices revisadas del IPCC de 1996 para los inventarios nacionales de gases de efecto invernadero, la Guía de buenas prácticas del IPCC y la gestión de la incertidumbre en los inventarios nacionales de gases de efecto invernadero, la Guía de buenas prácticas del IPCC para el uso del suelo, el cambio de uso del suelo y la silvicultura y, más recientemente, las Directrices del IPCC de 2006 para los inventarios nacionales de gases de efecto invernadero
- las definidas en el Convenio de la CEPE sobre la Contaminación Atmosférica Transfronteriza a Larga Distancia (LRTAP); recientemente el Convenio LRTAP adoptó una categorización de fuentes que coincide en gran medida con las del IPCC, para sustituir la Nomenclatura Normalizada de Contaminantes Atmosféricos (SNAP), más orientada a la tecnología, utilizada hasta 2005.

Ambas categorizaciones de fuentes hacen una clara distinción entre las fuentes relacionadas con la combustión de combustibles (fósiles) y las que no se deben a la combustión. En la mayoría de los casos se añade a la definición de fuente el combustible específico que se quema en la primera. Las categorías de fuentes incluyen:
1. Energía
  1. Combustión de combustible
    1. Combustión estacionaria
      1. Combustión industrial
      2. Calefacción residencial

    2. Combustión móvil (transporte)

  2. Emisiones difusas del uso de combustibles (fósiles)
2. Procesos industriales
3. Uso de disolventes y otros productos
4. Agricultura
5. LULUCF (uso del suelo, cambio de uso del suelo y silvicultura)
6. Residuos

### Los contaminantes
Se han elaborado y se siguen elaborando inventarios de emisiones para dos grandes grupos de contaminantes:
- Gases de efecto invernadero:
  - Dióxido de carbono (CO2),
  - Metano (CH4),
  - Óxido nitroso (N2O) y
  - Una serie de compuestos gaseosos fluorados (HFC, PFC, SF6)
  - Otros gases de efecto invernadero, no incluidos en la Convención Marco de las Naciones Unidas sobre el Cambio Climático (CMNUCC)
- Contaminación atmosférica:
  - Contaminantes acidificantes: dióxido de azufre (SO2), óxidos de nitrógeno (NOx, una combinación de monóxido de nitrógeno, NO y dióxido de nitrógeno, NO2) y amoníaco (NH3),
  - Precursores fotoquímicos de la niebla tóxica: de nuevo óxidos de nitrógeno y compuestos orgánicos volátiles no metánicos (COVNM)
  - Partícula y precursores de partículas
  - Contaminantes tóxicos como los metales pesados y los contaminantes orgánicos persistentes
  - Monóxido de carbono (CO)

### Resolución geográfica
Normalmente, los inventarios nacionales proporcionan datos resumidos únicamente en el territorio nacional. En algunos casos se dispone de información adicional sobre las principales chimeneas industriales ("fuentes puntuales"). Las chimeneas también se denominan puntos de emisión, ya que no todas las emisiones proceden de ellas. Otras fuentes industriales incluyen las emisiones difusas, que no pueden atribuirse a un único punto de emisión.
Algunos inventarios se recopilan a partir de entidades subnacionales como los estados y los condados (en Estados Unidos), que pueden proporcionar una resolución espacial adicional.
En las aplicaciones científicas, en las que se necesitan resoluciones más amplias, la información geográfica, como las densidades de población, el uso de la tierra u otros datos, puede proporcionar herramientas para desagregar las emisiones a nivel nacional a la resolución requerida, coincidiendo con la resolución geográfica del modelo. 

### Resolución temporal
Del mismo modo, los inventarios nacionales de emisiones proporcionan las emisiones totales en un año concreto, basándose en las estadísticas nacionales. En algunas aplicaciones de modelos se necesitan resoluciones temporales más amplias, por ejemplo cuando se modelan problemas de calidad del aire relacionados con el transporte por carretera. En estos casos, los datos sobre las intensidades de tráfico dependientes del tiempo (horas punta, fines de semana y días laborables, patrones de conducción en verano e invierno, etc.) pueden utilizarse para establecer la resolución temporal requerida.
Los inventarios compilados a partir de los monitores de emisiones continuas (CEM) pueden proporcionar datos de emisiones por hora. 

### Metodología para elaborar un inventario de emisiones
La Agencia Europea de Medio Ambiente actualizó en 2007 la tercera edición de la guía de inventarios. La guía ha sido elaborada por el Grupo de Trabajo sobre Inventarios y Proyecciones de Emisiones de la CEPE/EMEP y ofrece una guía detallada de la metodología de los inventarios de emisiones atmosféricas. Especialmente para el transporte por carretera, la Agencia Europea de Medio Ambiente financia COPERT 4, un programa informático para calcular las emisiones que se incluirán en los inventarios nacionales oficiales anuales. 

## Calidad
La calidad de un inventario de emisiones depende de su uso. En las aplicaciones de uso normativo, el inventario debe cumplir con todo lo que se ha decidido en la convención correspondiente. Tanto el convenio de la CMNUCC como el de la LRTAP exigen que un inventario siga los criterios de calidad que se indican a continuación (véase): 
| Criterio      | Descripción |
| ------------- | --- |
| Transparente: | Las hipótesis y metodologías utilizadas para un inventario deben explicarse claramente para facilitar la reproducción y evaluación del inventario por parte de los usuarios de la información comunicada. La transparencia de los inventarios es fundamental para el éxito del proceso de comunicación y consideración de la información |
| Consistente:  | Un inventario debe ser coherente internamente en todos sus elementos con los inventarios de otros años. Un inventario es coherente si se utilizan las mismas metodologías para el año base y todos los años posteriores y si se utilizan conjuntos de datos coherentes para estimar las emisiones. En determinadas circunstancias, a las que se hace referencia en el capítulo sobre la coherencia de las series temporales (capítulo sobre la coherencia de las series temporales de la parte de Orientación general de esta Guía), un inventario que utilice diferentes metodologías para diferentes años puede considerarse coherente si se ha recalculado de forma transparente, teniendo en cuenta cualquier buena práctica |
| Comparable:   | Las estimaciones de las emisiones notificadas por las Partes en los inventarios deberían ser comparables entre las Partes. Para ello, las Partes deberán utilizar las metodologías y los formatos acordados en el marco de la convención para estimar y notificar los inventarios |
| Completo:     | Un inventario abarca todas las fuentes, así como todos los contaminantes, incluidos en el Convenio y los Protocolos, así como otras categorías de fuentes relevantes existentes que son específicas de cada Parte, y que por tanto pueden no estar incluidas en la Guía. La exhaustividad también significa una cobertura geográfica completa de las fuentes y sumideros de una Parte. |
| Exacto:       | Es una medida relativa de la exactitud de una estimación de emisiones. Las estimaciones deben ser exactas en el sentido de que no están sistemáticamente ni por encima ni por debajo de las emisiones reales, en la medida en que pueda juzgarse, y que las incertidumbres se reducen en la medida de lo posible. Para promover la exactitud de los inventarios deben utilizarse metodologías adecuadas que se ajusten a las orientaciones sobre buenas prácticas |

Un inventario bien construido debería incluir suficiente documentación y otros datos que permitan a los lectores y usuarios comprender los supuestos subyacentes y evaluar su utilidad en la aplicación prevista.